# Alceste et Admète
Alceste et Admète est une fresque romaine du Ier siècle apr. J.-C. retrouvée dans la dite « maison du Poète tragique » à Pompéi et conservée au Musée archéologique national de Naples.

## Histoire
Située sur un mur du tablinum de la maison du Poète tragique, la fresque a été réalisée entre 50 et 79 apr. J.-C.. Elle a été retrouvée le 22 janvier 1825 puis transférée au Musée archéologique national de Naples où elle est toujours conservée.

## Description
La scène représente la lecture de l'oracle d'Apollon à Alceste et Admète. Au premier plan se trouve le couple de mariés assis : à droite Alceste, un voile sur la tête et la main droite sous le menton dans une attitude pensive, et à gauche Admète, vêtu d'un manteau couvrant ses jambes, une épée posée près du siège et sa main droite pointant vers le jeune homme, assis devant le couple, déterminé à lire l'oracle.
Derrière eux, dans une sorte de tribune, sont placés deux couples : celui de droite est identifié comme Apollon, une auréole sur la tête, un carquois et un arc, et une femme, vêtue d'un voile couvrant sa tête, tournée vers le dieu, tandis que celui de gauche représente deux personnes âgées, vêtues de vêtements pauvres, pour symboliser la mort ; il est plausible que ce couple soit les parents d'Admète.